# Apolipoprotein
Apolipoprotein er lipidbindende proteiner som er en af komponenterne i blodplasmaets lipoproteiner, mikroskopiske sfæriske partikler som kan transportere lipider fra føden via blodet fra tarmene til leveren, og endogent syntetiserede lipider fra leveren til væv der oplagrer dem (fedtvæv), metaboliserer dem (muskler, hjerte, lunger) eller udskiller dem (brystvæv).
Apolipoproteinernes amfipatiske (sæbelignende) egenskaber bringer de hydrofobe lipidbestanddele i opløsning, men apolipoproteiner virker også som co-faktorer for enzymer, ligander for receptorer og som lipidtransportere der kan regulere den intravaskulære lipoproteinmetabolisme og optagelsen i forskellige væv.

## Klasser
Apolipoproteinerne inddeles i fem hovedklasser og syv underklasser:
- A (apo A-I, apo A-II, apo A-IV, og apo A-V)
- B (apo B48 and apo B100)
- C (apo C-I, apo C-II, apo C-III, og apo C-IV)
- D
- E

Der er beskrevet hundredvis af polymorfismer af apolipoproteiner, og mange af dem resulterer i forskellige strukturer og funktioner.

## Syntese og regulering
Apolipoproteinsyntese i tarmene reguleres hovedsageligt af kostens fedtindhold. 
Apolipoproteinsyntese i leveren kontrolleres af flee faktorer, bl.a. kostens sammensætning, hormoner (insulin, glucagon, thyroxin, østrogener, androgener), alkoholindtag, og forskellige typer medicin. 